# Hongshuia banmo
Hongshuia banmo es una especie de peces de la familia de los
Cyprinidae en el orden de los Cypriniformes.

## Morfología
- Los machos pueden llegar alcanzar los 5,7 cm de longitud total.[1]

## Hábitat
Es un pez de agua dulce  y de clima templado.

## Distribución geográfica
Se encuentran en Asia: la China.